# Hotel Métropole
Het Hotel Métropole is een hotel aan het De Brouckèreplein in Brussel. Het hotel opende in 1895 zijn deuren voor het publiek en legde na 125 jaar de boeken neer in april 2020.

## Geschiedenis

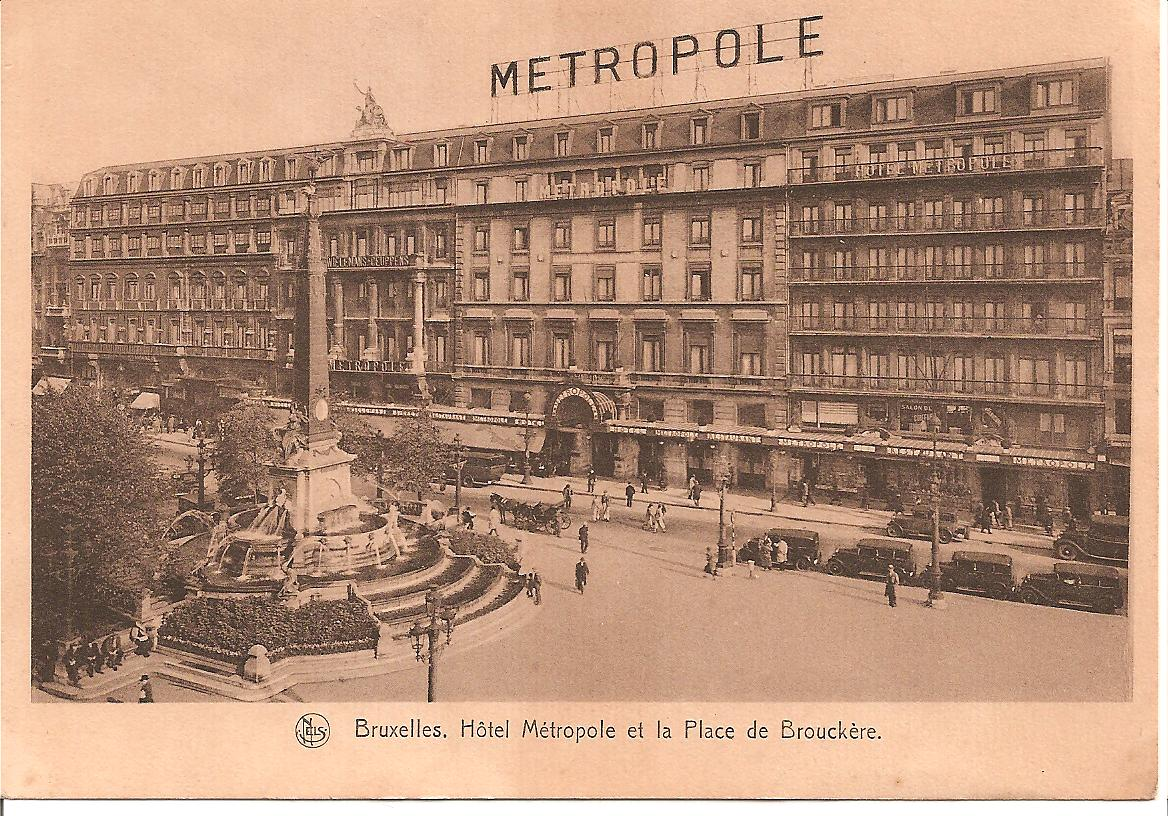
Hotel Métropole rond 1920

In 1890 besloten twee broers een Café Metropole te openen om hun bier te verkopen. Het werd een succes en de familie Wielemans-Ceuppens kocht de aanpalende bank om het hotel te laten bouwen door de Franse architect Alban Chambon. Hij voorzag het gebouw van een aantal art-Nouveauelementen. In de jaren dertig van de 20e eeuw renoveerde architect Adrien Blomme het met een art-decotouch. In het hotel kan men bij het binnenkomen aan de receptie nog de balie van de bank herkennen. 
Naast deze authentieke delen werd het vooral modern luxueus met als eerste hotel elektrische verlichting en centrale verwarming. Er werd gewerkt met luxueuze materialen als marmer en mahoniehout.
Naast de architectuur werd het ook bekend als de plaats waar de eerste Solvayconferenties plaatshadden.
Het hotel, dat nog in familiebezit was, werd in 2020 failliet verklaard. Wanbeheer, de aanleg van een voetgangerszone, de aanslagen in Brussel en uiteindelijk de Coronacrisis lagen aan de basis. De inboedel werd in het voorjaar van 2023 geveild, met uitzondering van bepaalde meubelstukken die beschermd werden.
In december 2022 werd het hotel overgenomen door het investeringsfonds Lone Star Fund met het oog op uitbating door het Franse Centaurus Hospitality Management. Deze kondigde het plan aan om het hotel tegen 2025 ingrijpend te verbouwen met 267 kamers met in de kelder een zwembad, een wellness en een hamam. De werken startten op 18 november 2024 en zouden een kleine twee jaar in beslag nemen. 

## Gebouw
Het centrale gebouw was oorspronkelijk het hoofdkantoor van de Algemene Spaar- en Lijfrentekas. Het is in 1872-1874 opgetrokken naar een ontwerp van Antoine Trappeniers. Onderdelen van het hotel zijn onder andere de salon Alban Chambon, de salon Rubinstein, de wintertuin, de receptieruimte, de centrale traphal met lift daterend uit begin van de 19de eeuw, de toegang, en het Café Métropole. Naast de gebouwen aan het Brouckéreplein zijn er verschillende verdiepingen toegevoegd langs de Nieuwstraat. Boven de vroegere cinema Métropole (later de kledingwinkel Zara) zijn in de jaren 1960 twee hotelverdiepingen toegevoegd door architect Blomme. De patio, enkele kamers en de gang zijn geklasseerd.
Op het dak staat een allegorische beeldengroep De Triomferende Vooruitgang, gemaakt in zink door Jacques-Philippe De Haen (1831–1900). De centrale vooruitgangsfiguur, met een puntige kroon, draagt een schroef en een bliksemschicht (verwijzend naar stoomschepen en elektriciteit). Ze wordt geflankeerd door de Overvloed (met een hoorn des overvloeds) en de Vrede (met olijftak, bloemenkrans en een duivennest in de helm van Athena). De groep is in 2012 weggenomen voor restauratie en in 2019 teruggeplaatst.

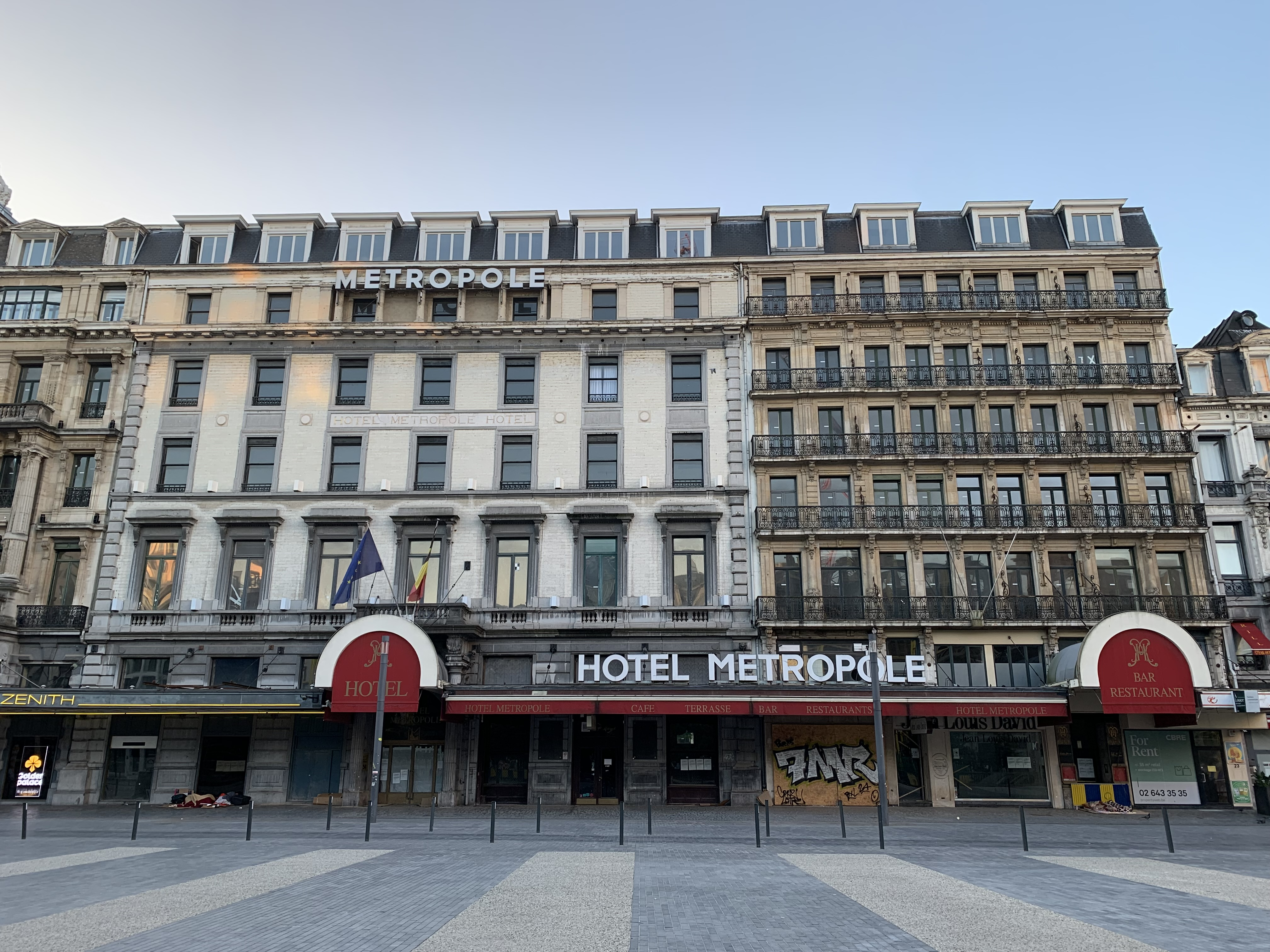
Hoofdgevel
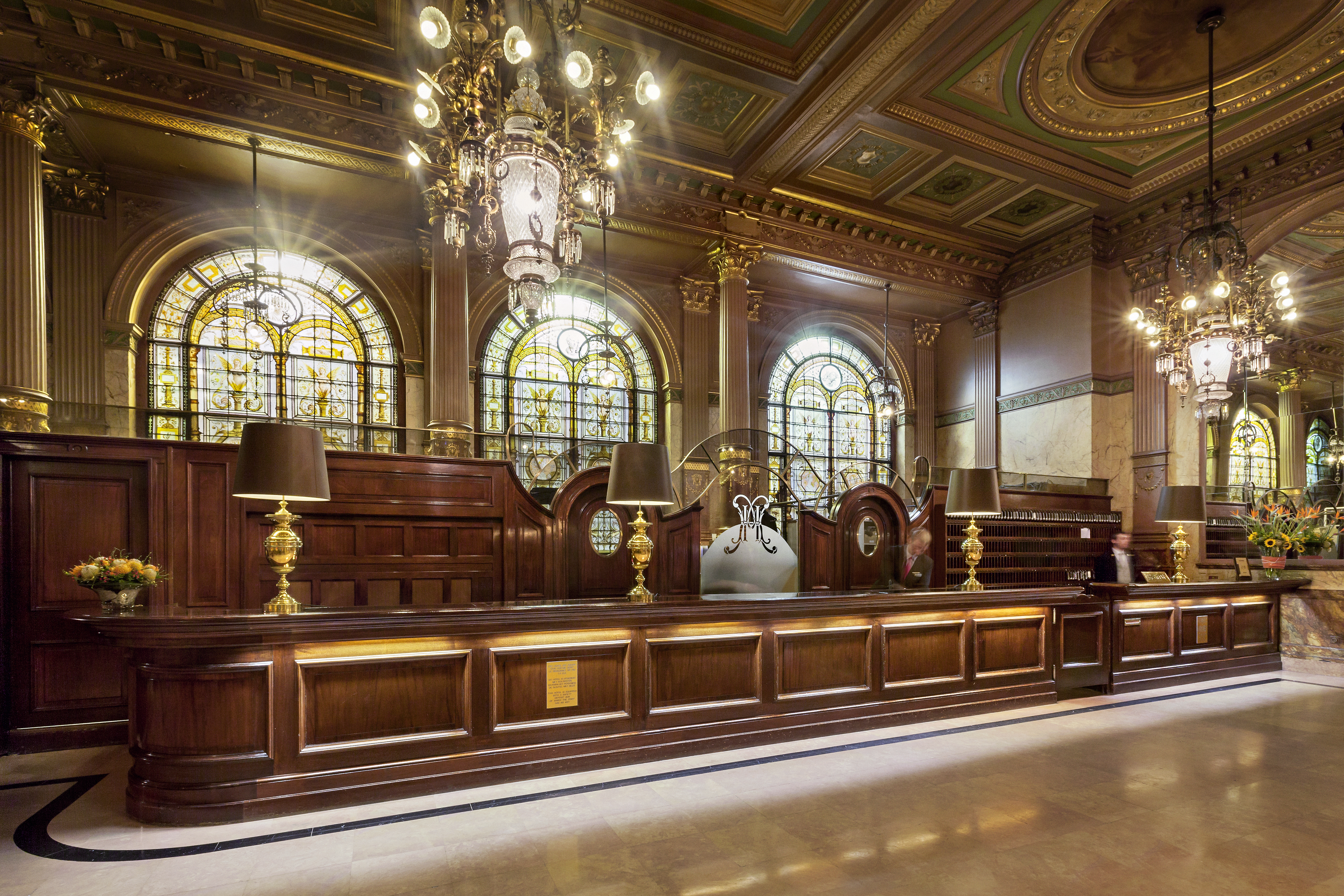
Hotellobby
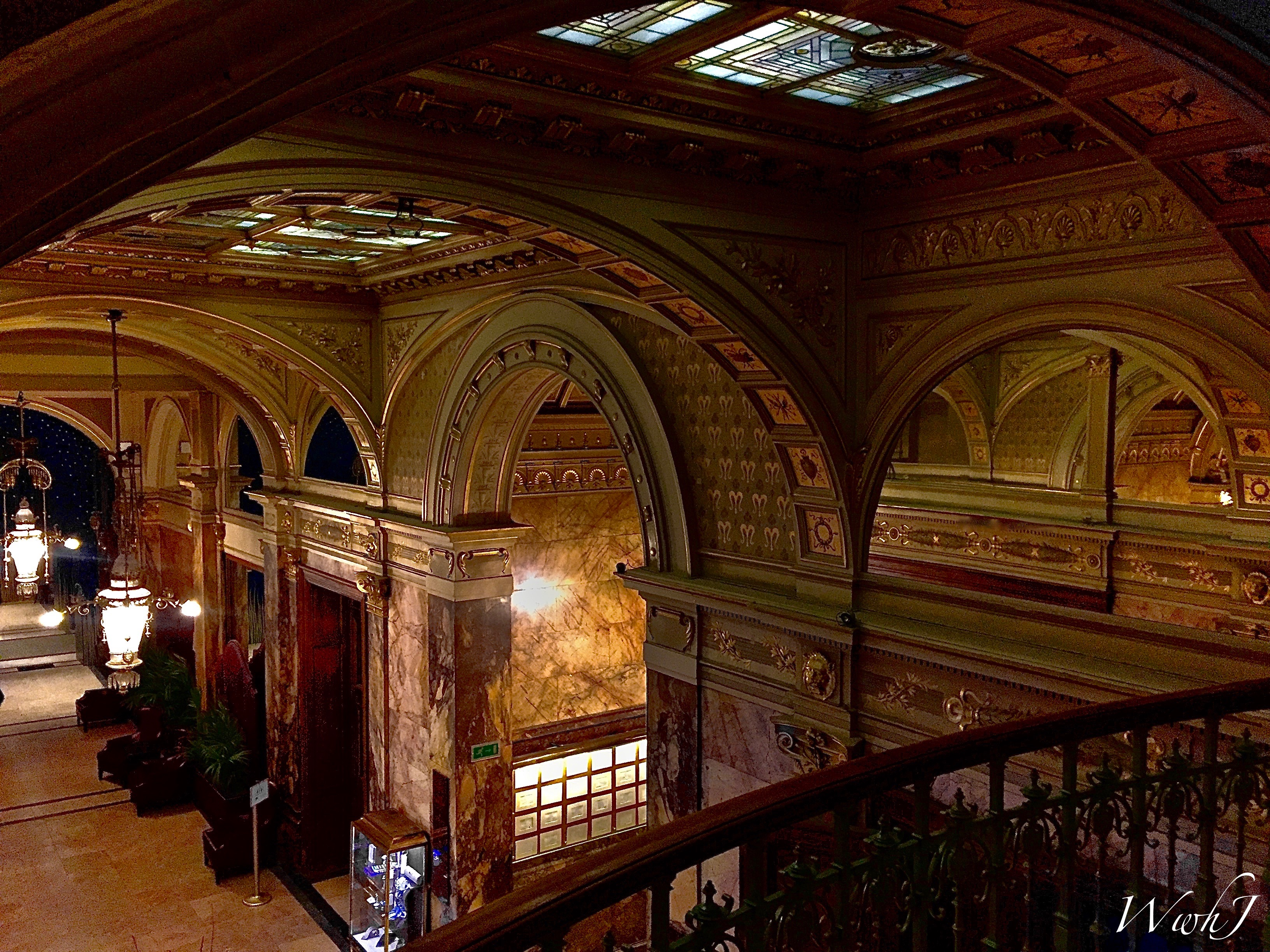
Hal

## Wetenswaardig
- In 1949 maakte de barman Gustave Tops een nieuwe cocktail voor de VS-ambassadeur Perle Mesta, namelijk Black Russian.[11]
- In tientallen producties figureert het hotel als locatie, onder meer in de film Mortelle randonnée (1982) en in de clip Nue van Clara Luciani (2018).
- In de roman Onderworpen (Soumission) van Michel Houellebecq is het sluiten van de hotelbar voor de hoofdpersoon reden om zich te bekeren tot de islam. Hij ziet er de ondergang van de westerse beschaving in.